# León Klimovsky
León Klimovsky Dulfán (Buenos Aires, 16 d'octubre de 1906 - Madrid, 8 d'abril de 1996) va ser un director de cinema argentí.

## Biografia
Graduat en Odontologia, la veritable passió de Klimovsky va ser el cinema. Va ser pioner del cineclub a l'Argentina, finançant el primer local de projecció de cinema art. Després de participar en 1944 en Se abre el abismo com a guionista i assistent de direcció, va debutar amb El jugador, adaptació de la novel·la de Fiódor Dostoievski. De la seva primera època destaquen també les adaptacions d' El conde de Montecristo d'Alexandre Dumas i d' El túnel d'Ernesto Sabato.
Klimovsky emigra a mitjan anys cinquanta a Espanya, on continua la seva carrera amb un total eclecticisme temàtic; es converteix en un director de cinema "professional". Incursionó en el spaghetti western i en els anomenats exploitation films (de "explotació comercial"), i va filmar a Mèxic, Itàlia i Egipte. Potser li ho recorda fonamentalment per la seva contribució al cinema de terror espanyol, començant amb La noche de Walpurgis.
Va ser guardonat en 1995 amb el premi d'honor de l'Associació de Directors d'Espanya. Va morir a Madrid d'una aturada cardíaca. Era germà del matemàtic i filòsof argentí Gregorio Klimovsky.

## Filmografia
Director
- La barraca (serie de televisión, 1979)
- Violación fatal (1978)
- La doble historia del Dr. Valmy (1978)
- Laverna (1978)
- El extraño amor de los vampiros (1977), amb guió de Carlos Pumares.
- El transexual (1977)
- ¿Y ahora qué, señor fiscal? (1977)
- Último deseo (1976), amb guió de Joaquim Jordà i Vicente Aranda.
- Gritos a medianoche (1976)
- Secuestro (1976)
- Tres días de noviembre (1976)
- Muerte de un quinqui (1975)
- Mean Mother (Estats Units, 1974), codirigida per Al Adamson.
- Una libélula para cada muerto (1974)
- El mariscal del infierno (1974)
- Odio mi cuerpo (1974)
- El talón de Aquiles (1974)
- La rebelión de las muertas (1973)
- La orgía nocturna de los vampiros (1973)
- Dr. Jekyll y el Hombre Lobo[3] (1972)
- La casa de las chivas (1972), amb guió de Carlos Pumares.
- La saga de los Drácula(1972)
- Un dólar para Sartana, Itàlia-Espanya, 1971)
- Reverendo Colt (1971)
- El hombre que vino del odio (1971)
- La noche de Walpurgis (1971)
- Quinto: non ammazzare (1970)
- Los hombres las prefieren viudas (1970)
- Un dólar y una tumba (1970)
- Pagó cara su muerte (1969)
- No me importa morir (1969)
- Hora cero: Operación Rommel (L'urlo dei giganti) (com a Henry Mankiewicz, 1969)
- Giugno '44 - Sbarcheremo in Normandia (Junio 44: desembarcaremos en Normandía) (com a Henry Mankiewicz, 1968)
- Un hombre vino a matar (1968)
- Una chica para dos (1968)
- A Ghentar si muore facile (En Ghentar se muere fácil) (1967)
- Pochi dollari per Django (Alambradas de violencia) (1966)
- El bordón y la estrella (1966)
- Dos mil dólares por Coyote (Django... Cacciatore di taglia) (1966)
- La colina de los pequeños diablos (1965)
- Aquella joven de blanco (1965)
- Escala en Tenerife (1964)
- Fuera de la ley (1964)
- Ella y el miedo (1964)
- Los siete bravísimos (1964)
- Escuela de seductoras (1962)
- Horizontes de luz (1962)
- Todos eran culpables (1962)
- Torrejón City (1962)
- La danza de la fortuna (1961)
- Un tipo de sangre (1960)
- La paz empieza nunca (1960)
- Ama Rosa (1960)
- El hombre que perdió el tren (1960)
- Un bruto para Patricia (1960)
- Gharam fi sahraa (Amor en el desert, en àrab, Egipto, 1960)
- S.O.S., abuelita (1959)
- Salto a la gloria (1959)
- Llegaron los franceses (1959)
- Un indiano en Moratilla (1958)
- Viaje de novios (1956)
- Miedo (1956)
- Gli amanti del deserto (1956)
- La pícara molinera (1955)
- El tren expreso (1955)
- El juramento de Lagardere (1955)
- Tres citas con el destino (episodi Maleficio, 1954)
- El conde de Montecristo (1953)
- La Parda Flora (1952)
- El túnel (1952)
- El pendiente (1951)
- Suburbio (1951)
- La vida color de rosa (1951)
- Marihuana (1950)
- La guitarra de Gardel (1949)
- Se llamaba Carlos Gardel (1949)
- El jugador (1947)

Guionista
- Odio mi cuerpo (1974)
- Una señora llamada Andrés (1970)
- Un dólar y una tumba (1970)
- La colina de los pequeños diablos (1965)
- Escala en Tenerife (1964)
- Los siete bravísimos (1964)
- Horizontes de luz (1962)
- Todos eran culpables (1962) (diàleg)
- Y el cuerpo sigue aguantando (1961)
- La paz empieza nunca (1960)
- Ama Rosa (1960)
- Un bruto para Patricia (1960)
- S.O.S., abuelita (1959)
- Un indiano en Moratilla (1958)
- Miedo (1956)
- El tren expreso (1955)
- El conde de Montecristo (1953)
- El túnel (1952)
- La parda Flora (1952)
- La guitarra de Gardel (1949)
- Siete para un secreto (1947)
- Albergue de mujeres (1946)
- 3 millones y el amor (1946)
- Se abre el abismo (1945)

Productor
- Rodríguez supernumerario (1948)

Assistent de direcció
- Viaje sin regreso (1946)
- Se abre el abismo (1944)

Asessor literari
- Lucrecia Borgia (1947)